# Elie Carafoli
Elie Carafoli (Veria, 15 settembre 1901 – Bucarest, 24 ottobre 1983) è stato un ingegnere rumeno, progettista aeronautico.

## Biografia
Elie Carafoli, considerato un pioniere nel campo dell'aerodinamica, nacque a Veria (Grecia) il 15 settembre 1901. In quelle circostanze particolarmente difficili, Elie Carafoli frequentò la scuola elementare a Veria, all'interno della scuola rumena, entrando poi nella Scuola Commerciale di Tessalonica, terminando la terza classe nel 1915.
Nello stesso anno lasciò la Grecia per trasferirsi a Bitola (l'antica Monastir), Serbia, per frequentare il liceo. Aveva appena iniziato la scuola quando le forze armate austro-tedesche spezzarono la resistenza dell'esercito serbo, avanzando verso Bitola. La scuola chiuse e la famiglia di Carafoli rientrò in patria, trasferendosi a Bucarest, dove egli riprese a studiare presso la Gheorghe Lazǎr High School. Successivamente studiò presso la scuola militare Manastirea Dealu, entrando nel 1919 all'Università Politecnica di Bucarest, dove si laureò in ingegneria elettrica nel 1923. Successivamente proseguì i propri studi in Francia, frequentando l'Università della Sorbona di Parigi, e lavorando poi presso l'Aérotechnique Institut dell'Ecole di Saint-Cyr assieme a Albert Toussaint e Paul Painlevé. Ottiene il dottorato (Ph.D) nel 1928 con una tesi dal titolo: Contribution to the theory of aerodynamic lift (Contributo alla teoria della portanza aerodinamica). Nel 1928 Carafoli torna a Bucarest, andando a lavorare presso l'Università Politecnica, dove fonda la cattedra di aerodinamica. Nel 1936 viene promosso professore ordinario. Presso questa università costruì la prima galleria del vento del sud-est dell'Europa, elaborando alcune delle teorie sui calcoli dei profili alari, su cui si basarono poi i profili alari degli aerei supersonici.
Fra il 1930 ed 1937 Carafoli lavora presso l'Industria Aeronautică Română (IAR) di Brașov. Insieme all'ingegner Lucien Virmoux, della Blériot Aéronautique, progetta il caccia IAR CV 11, un monoplano, monoposto, ad ala bassa. Nel 1931 tale prototipo viene usato dal capitano Romeo Popescu, nel tentativo di battere il record mondiale di velocità su circuito chiuso di 500 km. A causa di un malfunzionamento del propulsore l'aereo fu costretto ad effettuare un atterraggio di fortuna. Purtroppo il velivolo capottò durante l'atterraggio ed il pilota perse la vita. Carafoli proseguì nelle sue realizzazioni progettando e realizzando i prototipi dei caccia IAR 12, IAR 13, IAR 14, IAR 15 e IAR 16. Nel 1937, sotto la spinta del primo ministro rumeno Armand Călinescu, avvia lo sviluppo del caccia IAR 80.
Nel 1944, secondo i termini previsti dall'armistizio con l'Unione Sovietica, in Romania non fu più permesso di frequentare, o di insegnare, corsi di tecnica dell'aviazione. Fu merito di tre persone, Elie Carafoli, il professore Dinculescu, rettore dell'università politecnica di Bucarest per quattordici anni, e il direttore generale responsabile dei corsi universitari del Ministero dell'Istruzione Constantin Ionescu-Bujor, se tali studi poterono continuare. Per molti anni essi riuscirono a tenere segreto, in tutti i documenti ufficiali, che un gruppo di dieci studenti della Facoltà di Elettromeccanica, seguivano segretamente corsi di tecnica dell'aviazione, insegnati senza l'esistenza ufficiale di un Dipartimento universitario dell'aviazione.
Dopo la fine della seconda guerra mondiale, il 12 agosto 1948, viene eletto membro dell'Accademia Rumena, avendo così la possibilità di incominciare una ricerca scientifica organizzata. Nel 1949 è nominato direttore dell'appena fondato Istituto Universitario di Meccanica Applicata dell'Accademia di Bucarest. Tra il 1968 e il 1970 l'ingegner Carafoli fu Presidente della Federazione Astronautica Internazionale. Nel 1971 riorganizzò, insieme a Henri Coandă, il Dipartimento di Ingegneria Aeronautica del Politecnico di Bucarest, nato da una costola del Dipartimento di Ingegneria Meccanica. Carafoli fu anche responsabile della fondazione di due riviste scientifiche universitarie: Studies and researches of Applied Mechanics e Revue de Mécanique Appliquée.
Durante la sua carriera Carafoli venne insignito di numerosi premi ed onorificenze: Louis Breguet Prize (Parigi, 1927), Gauss Medal, e dell'Apollo 11 Medal (1971). Morì a Bucarest il 24 ottobre 1983.

## Realizzazioni
- IAR CV 11
- IAR 12
- IAR 13
- IAR 14
- IAR 15
- IAR 16
- IAR 80